# Vietnã nos Jogos Olímpicos de Verão de 1952
O Vietnã do Sul competiu como Vietnã nos Jogos Olímpicos de Verão de 1952 em Helsinque, Finlândia. Foi a primeira vez que o país participou dos Jogos Olímpicos de Verão. Oito competidores, todos homens, representaram o país em 5 modalidades diferentes.

## Resultados por Evento

### Ciclismo

#### Competição de Estrada
Estrada Individual Masculino (190.4 km)
- Quan Luu — 5:24:34.1 (→ 47º lugar)
- Chau Phuoc Vinh — não terminou (→ sem classificação)[2]
- Nguyen Duc Hien — não terminou (→ sem classificação)[3]
- Van Phuoc Le — não terminou (→ sem classificação)

### Atletismo

#### 10.000 metros masculinos
- Trần Văn Lý — 37:33.0 (→ 32º lugar)

### Boxe

#### Peso mosca
- Nguyen Van Cua

### Esgrima

#### Espada individual masculino
- Tôn Thất Hải[4]

### Natação

#### 100m livre masaculino
- Nguyễn Văn Phan — 1:05.0